# Gastronomia budista
A gastronomia budista é uma tradição culinária do leste de Ásia praticada por alguns seguidores do budismo. É principalmente vegetariana, para poder manter o preceito budista geral do ahiṃsā (não violência). Algumas regiões da antiga Índia também eram budistas, razão pela qual muitos indianos seguem sendo vegetarianos.
Esta cozinha é conhecida como zhāicài (‘comida vegetariana [budista]’) na China, Hong Kong, Singapura e Taiwán; đồ chay no Vietnam; shōjin ryōri (‘cozinha de devoção’) no Japão; sachal eumsik (‘comida de templo’) na Coreia e de outras formas em muitos países.
O jainismo, uma religião contemporânea do budismo, também tem uma cozinha parecida.

## Budismo e vegetarianismo
O budismo e o jainismo reconhecem que inclusive comer alimentos de origem vegetal pode contribuir à morte indireta de seres vivos pela vida animal que se destrói ao lavrar o solo e usar pesticidas. Por isso o jainismo considera a morte por inanição (só depois de se submeter a 12 anos de estrito ascetismo) como a prática definitiva de não violência, enquanto o budismo considera a automortificação extrema não desejável para atingir a iluminação.
Tanto os mahāeāna como os theravādá acham que comer carne não constitui uma violação dos Cinco Preceitos que proíbem danificar diretamente aos seres vivos.
Quando os monges theravādá se alimentam de esmolas, devem comer qualquer sobra que lhes dêem, incluindo carne. A exceção a esta regra é quando os monges vêem, ouvem ou sabem que algum animal tem sido sacrificado com o objetivo de alimentar a eles, em cujo caso o consumo dessa carne seria kármicamente negativa. A mesma restrição aplica aos budistas laicos e conhece-se como o consumo da ‘carne triplamente limpa’ (三净肉).
Por outro lado, quando as comunidades laicas compram carne especificamente para o consumo dos monges, a permissibilidade de seu consumo difere de um ramo budista a outra.
O Canon Pali theravādá registra exemplos de Buda comendo carne que foi especificamente comprada para ele. Este ato foi realizado deliberadamente por Buda para demonstrar que, se é necessário, um budista pode infringir as normas em caso de emergência ou inconveniência. Respeitar cegamente o vegetarianismo ou as regras budistas em momentos nos que não se pode entrar em conflito com a filosofia mahāeāna por obstinação ou compromisso com algo se considera ‘testarudez’ (执著), e pode converter num obstáculo para o nirvana ou iluminação. No entanto, se toma-se o voto de ser vegetariano budista, espera-se que se siga este até que seja humanamente impossível seguir com a dieta vegetariana.
A aceitação da autenticidade dos Pali Sutras difere entre as seitas mahāeāna, e os Sutras Majayana não registam a Buda comendo carne. Ainda que nenhuma seita mahāeāna considera que os Pali Sutras não sejam autênticos, as seitas budistas chinesas tendem a considerar esta parte concreta da escritura falsa. As seitas budistas japonesas costumam aceitar que Buda comia carne.
No entanto, tanto os budistas mahāeāna como os theravādá consideram que pode se praticar o vegetarianismo como parte dos pāramitā de bodhisattva. Como os budistas mahāeāna reconhecem que o consumo de carne é cruel e carece de compaixão, alguns deles são vegetarianos. Alguns bilhetes dos sutra mahāeāna recolhem a Buda elogiando a virtude de evitar a carne. No entanto, o budismo tibetano acha que a prática tántrica faz desnecessário o vegetarianismo. Todas as seitas kamakura japonesas do budismo (Zen, Nichiren, Jōdo shū) têm relaxado a vinaya mahāeāna e por tanto não praticam o vegetarianismo, e sim o semivegetarianismo. O budismo chinês e parte do coreano aderem-se estritamente ao vegetarianismo.

## Budismo e outras considerações alimentares
A cozinha budista do leste de Ásia difere da cozinha vegetariana ocidental num aspecto, que é evitar a morte das plantas. A vinaya budista para monges proíbe fazer dano às plantas. Por tanto, falando estritamente não se usam raízes (como batatas, cenouras ou cebolas), já que resultaria na morte da planta. Em seu lugar empregam-se feijões ou frutas. No entanto, esta versão estrita da dieta pratica-se com frequência só em ocasiões especiais.
Alguns budistas mahāeāna da China, Japão e Vietnam evitam especificamente o consumo de plantas com aromas fortes, tradicionalmente alho, Allium chinense, asafétida, chalota e Allium victorialis, às que chamam ‘cinco verduras de cheiro forte e acre’ (五荤) ou ‘cinco especiarias’ (五辛), já que tendem a excitar os sentidos. Isto se baseia nos ensinos presentes no Brahmajala Sutra, Shurangama Sutra e Lankavatara Sutra (capítulo 8). Em épocas modernas esta regra interpreta-se com frequência para incluir outras verduras do género Allium, além do coentro. Isto tem paralelismos com algumas seitas do hinduismo, que também não consomem alimentos de sabores acres.

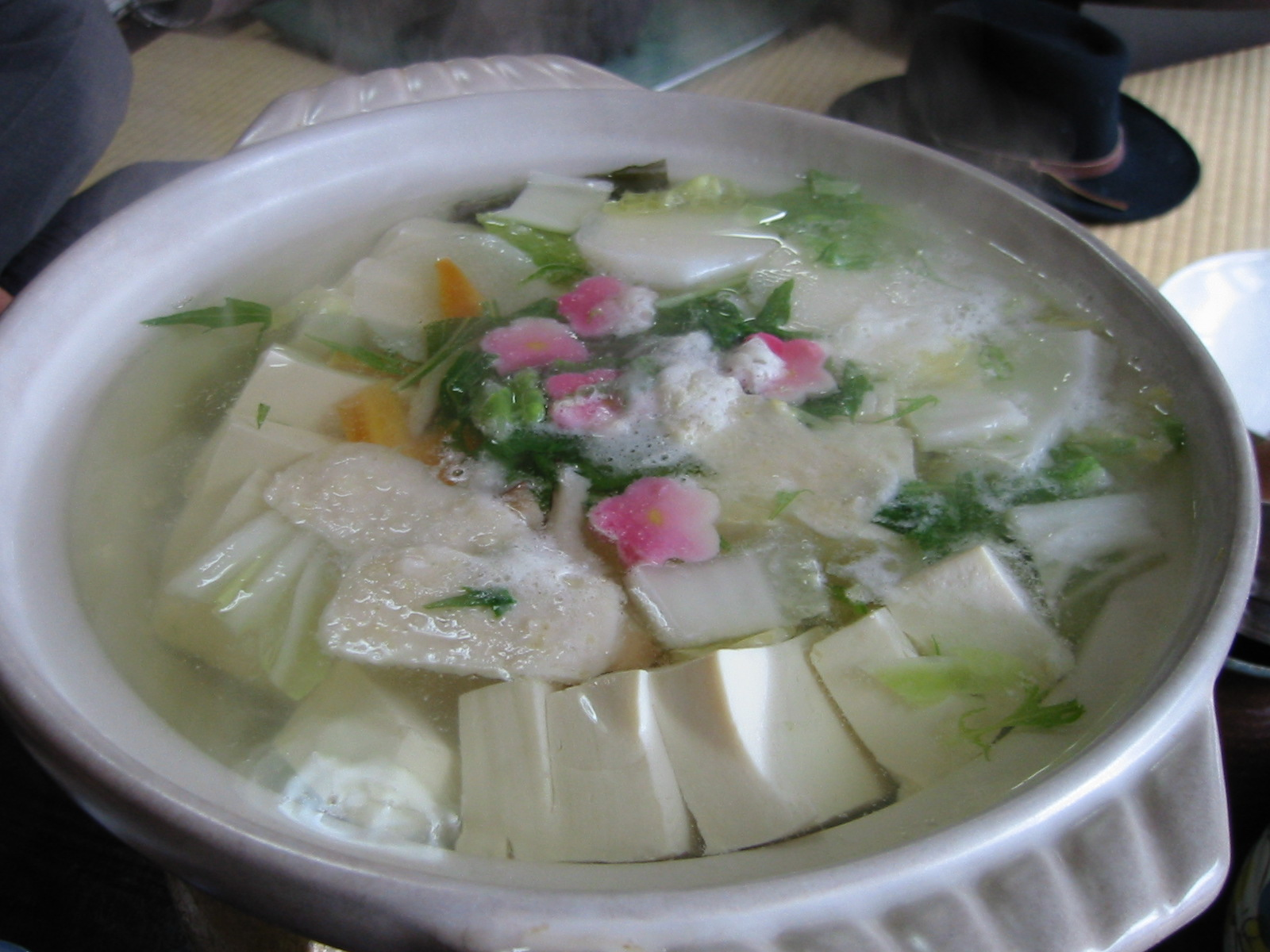
Um exemplo de shōjin-ryōri tomado em Kioto (Japão), no templo zen de Ryuanji.

A comida que um budista estrito consome, inclusive se não é vegetariano, também é específica. Para muitos budistas chineses, o consumo de vitela, outros animais grandes e espécies exóticas deve evitar-se. Isto seria a já mencionada regra sanjingrou. Uma restrição que muitos não conhecem é a abstinência no consumo de vísceras animais, o que se chama 下水 (xia shui).
O consumo de álcool e outras drogas também é evitado por muitos budistas, já que afetam a seu estado mental. Isto é parte dos Cinco Preceitos, que ditam que não devem se consumir «substâncias viciantes». A definição de «viciante» depende da cada indivíduo, mas a maioria dos budistas consideram que o álcool, o fumo e as drogas ilegais o são.

## Pratos vegetarianos budistas
Os cozinheiros vegetarianos budistas tornaram-se extremamente criativos imitando a carne a partir do glúten de trigo preparado ou seitán, a soja (em forma de tofu ou tempeh), agar-agar e outros produtos vegetais. Algumas de suas receitas são os sucedâneos da carne mais refinados e antigos do mundo. A soja e o glúten de trigo são materiais muito versáteis, aos que podem se dar diversas formas e texturas, e absorvem sabores (incluindo de carne) mas mal têm um próprio. Com os condimentos adequados, podem imitar diversos tipos de carne bastante bem.
Alguns destes cozinheiros vegetarianos budistas estão em muitos mosteiros que servem platos wu hun e de carne falsa aos monges e visitantes (incluindo não budistas que com frequência ficam umas horas ou dias). Muitos restaurantes budistas também servem pratos vegetarianos, veganos, não alcoólicos e wu hun. Alguns budistas comem comida vegetariana só uma vez à semana ou ao mês, ou em ocasiões especiais como a visita anual à tumba de um ancestral. Para servir a este tipo de cliente, além do vegetariano integral, o menu de um restaurante vegetariano budista não costuma diferir do típico chinês salvo em que as receitas de carne incluem em seu lugar soja ou seitán com sabor a frango.